# FC Stadlau
Der FC Stadlau ist ein österreichischer Fußballverein aus dem Bezirk Donaustadt der Bundeshauptstadt Wien.

## Geschichte
Gegründet wurde er im Jahr 1913 unter dem Namen Normania. Nach dem Krieg wurde im Jahr 1919 der Spielbetrieb unter dem Namen Stadlauer Sportclub wieder aufgenommen. Nach der 1925 erfolgten Fusion mit dem Fußballclub Union XXI wurde der Vereinsname in Stadlauer Sportvereinigung geändert.

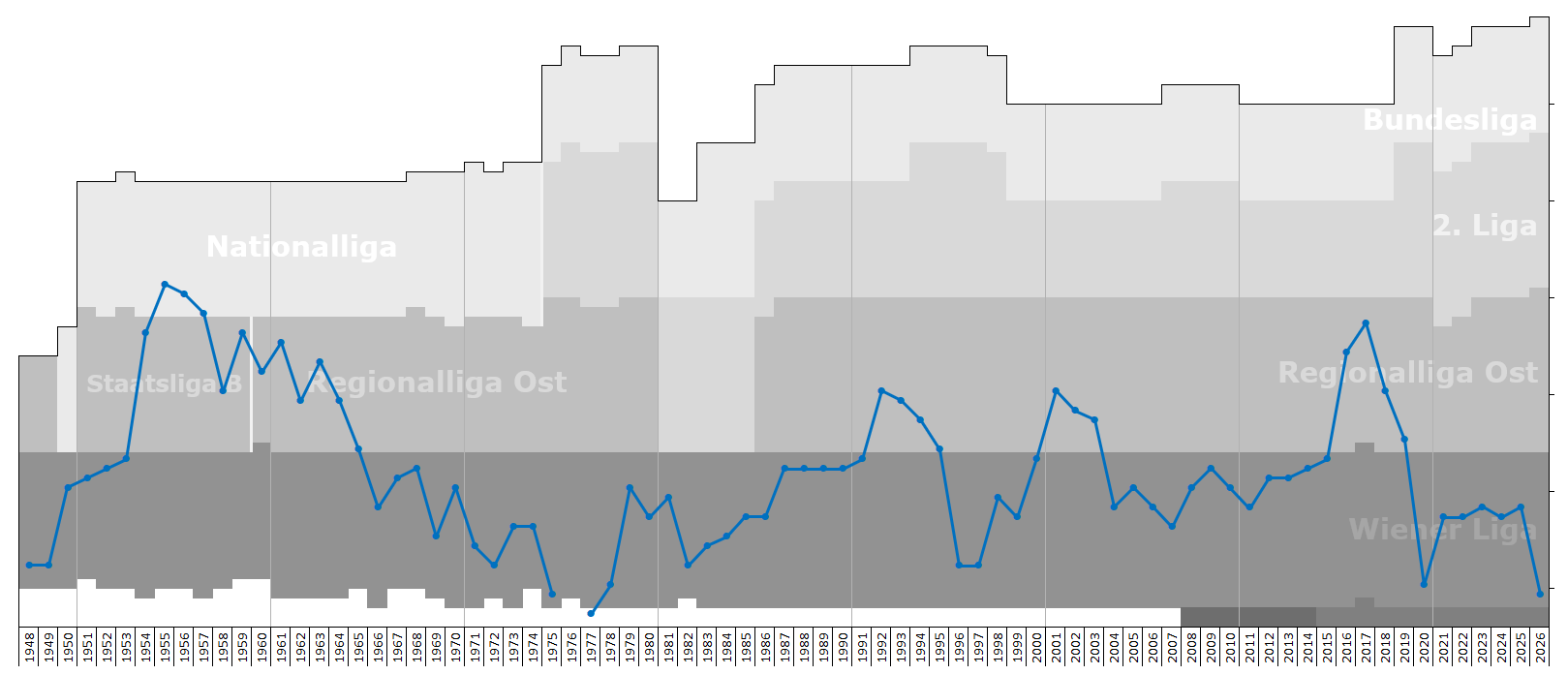
FC Stadlau Tabellenplatzierungen

Nach dem Bürgerkrieg 1934 aufgelöst, wurde der Verein unter dem Namen FC Wolfrum neu gegründet. Nach einer kriegsbedingten Spielgemeinschaft mit dem Floridsdorfer AC (1940 bis 1945) wurde der FC Stadlau wieder eigenständig und bezog den neuen Sportplatz an der Erzh Karl Str./Smolagasse, der noch heute die Heimstätte des Vereines ist. 1954 bis 1957 spielte der Verein in der höchsten österreichischen Fußballliga, der Staatsliga A. 1959 wurde ein Vertrag mit der ÖMV AG geschlossen und der Vereinsname in FC ÖMV Stadlau geändert. Die Sportanlagen des Vereins wurden ausgebaut, allerdings stieg man im selben Jahr in die Regionalliga Ost ab. Seither wechselte der Verein mehrmals zwischen Regionalliga und Wiener Stadtliga hin und her. Entsprechend der Namensänderung des Sponsors erfolgte 1995 die Umbenennung in FC OMV Stadlau.
Nach dem Abstieg aus der Regionalliga Ost 2003 spielt der Verein wieder in der Wiener Stadtliga.
Seit der Saison 2005/2006 tritt man wieder unter dem Namen FC Stadlau an und war bis zur Saison 2018/19 wieder in der Regionalliga Ost aktiv. Seit dem Abstieg in dieser Saison spielt man wieder in der Wiener Stadtliga.